# Claudio López
Claudio Javier López (Río Tercero, 1974. július 17. –) korábbi argentin válogatott labdarúgó.
Az argentin válogatott tagjaként részt vett az 1998-as és a 2002-es világbajnokságon illetve az 1996. évi nyári olimpiai játékokon.

## Sikerei, díjai
Valencia
- Spanyol kupagyőztes (1): 1998-99
- Spanyol szuperkupagyőztes (1): 1999

Lazio
- Olasz kupagyőztes (1): 2003–04
- Olasz szuperkupagyőztes (1): 2000

Club América
- CONCACAF-bajnokok ligája győztes (1): 2006
- Mexikói bajnok (1): 2005 Clausura
- Mexikói szuperkupagyőztes (1): 2004–05

Colorado Rapids
- MLS Keleti konferencia bajnoka (1): 2010
- MLS kupagyőztes (1): 2010

Argentína
- Olimpiai ezüstérmes (1): 1996